# Giacomo Grimaldi
Giacomo Grimaldi, né à Bologne le 21 novembre 1568 et mort à Rome le 7 janvier 1623, est un érudit et archéologue italien.

## Biographie

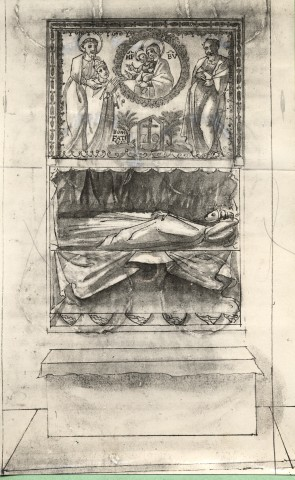
La tombe du pape Boniface VIII d'après un dessin d'un manuscrit de Grimaldi

Giacomo Grimaldi est un écrivain peu connu, et cependant, dit Tiraboschi, digne, par ses travaux et son érudition, d’être mis à côté des savants les plus illustres. Il naquit à Bologne dans le XVIe siècle. Il embrassa l’état ecclésiastique, fut pourvu d’un bénéfice dépendant de Saint-Pierre de Rome, et s’appliqua entièrement à mettre en ordre les archives de cette église, la première du monde chrétien. Il dressa d’abord un Inventaire exact des titres précieux qu’elles renferment, et y ajouta des tables très-amples ; il rédigea ensuite le Catalogue chronologique des archiprêtres, chanoines et bénéficiers attachés à Saint-Pierre ; il transcrivit les Inscriptions antiques découvertes sous le pontificat de Paul V, et acquises pour la Bibliothèque apostolique vaticane, et les expliqua par des notes judicieuses. Giovanni Battista Doni s’appropria ce dernier recueil ; et Gori l’a publié sans rendre au premier auteur la justice qui lui était due. Ce savant modeste mourut à Rome en 1623. On trouvera la liste ses autres ouvrages, restés presque tous en manuscrit, dans le tome IV des Scriptor. Bolognesi, par le comte Giovanni Fantuzzi.